# Goniastrea columella
Goniastrea columella là một loài san hô trong họ Faviidae. Loài này được Crossland mô tả khoa học năm 1948.